# 河内町立生板小学校
河内町立生板小学校（かわちちょうりつ まないたしょうがっこう）は、茨城県稲敷郡河内町生板にあった公立小学校。

## 概要
2018年に閉校。河内町の西部に位置し、周囲は田園風景が広がっていた。

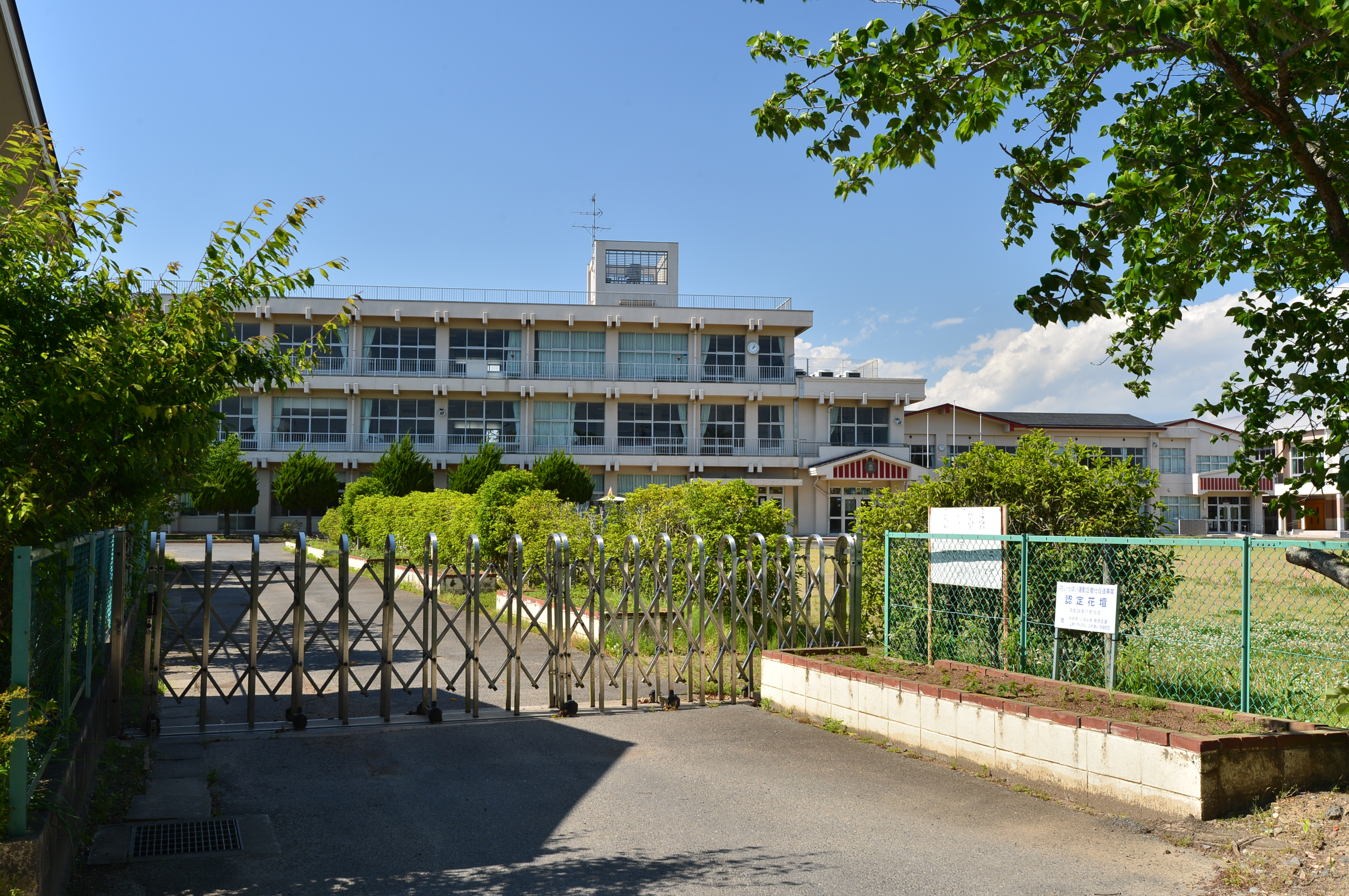
河内町立生板小学校の校舎

## 沿革
- 1875年（明治8年） - 丸田坪庵を校舎として第32番地中学区と称す[1]
- 1887年（明治20年）10月 - 現在地に校舎建築［児童数140名］
- 1901年（明治34年）4月 - 生板尋常高等小学校（高等科併設）
- 1941年（昭和16年）4月 - 生板国民学校（校名変更）
- 1947年（昭和22年）4月 - 生板村立生板小学校（校名変更）
- 1955年（昭和30年）4月 - 河内村立生板小学校（校名変更）
- 1996年（平成8年）6月 - 河内町立生板小学校（町制施行による校名変更）
- 2010年（平成22年）4月 - 校訓制定
- 2018年（平成30年）3月31日 - かわち学園中学校、生板小学校、みずほ小学校、金江津小学校が統合し、河内町立かわち学園が発足したため、閉校

## 通学区域
- 河内町[2]
  - 生板（行政区「内野」を除く）、幸谷、龍ケ崎町歩、大徳鍋子新田、生板鍋子新田（行政区「堤」を除く）、小林町歩

## 進学先中学校
- 河内町立河内中学校 - 不明 - 2017年3月
- 河内町立かわち学園中学校 - 2017年4月 - 2018年3月